# Irmhild Warweg

Irmhild Warweg und ihr Mann Erich, Hannover 1966

Irmhild Warweg (* 9. Februar 1905 in Hannover; † 6. Mai 1983 ebenda) war eine deutsche Illustratorin und Grafikerin.

## Leben
Nach dem Abitur studierte Irmhild Warweg an der Werkkunstschule Hannover figürliches Zeichnen und Gebrauchsgrafik. Danach arbeitete sie in einem grafischen Betrieb. Hier lernte sie ihren Mann, den Maler und Grafiker Erich Warweg kennen, der in der Zeit des Nationalsozialismus nachweislich an 23 großen Ausstellungen beteiligt war. 1936 machten sich beide in Hannover-Bemerode selbständig. 

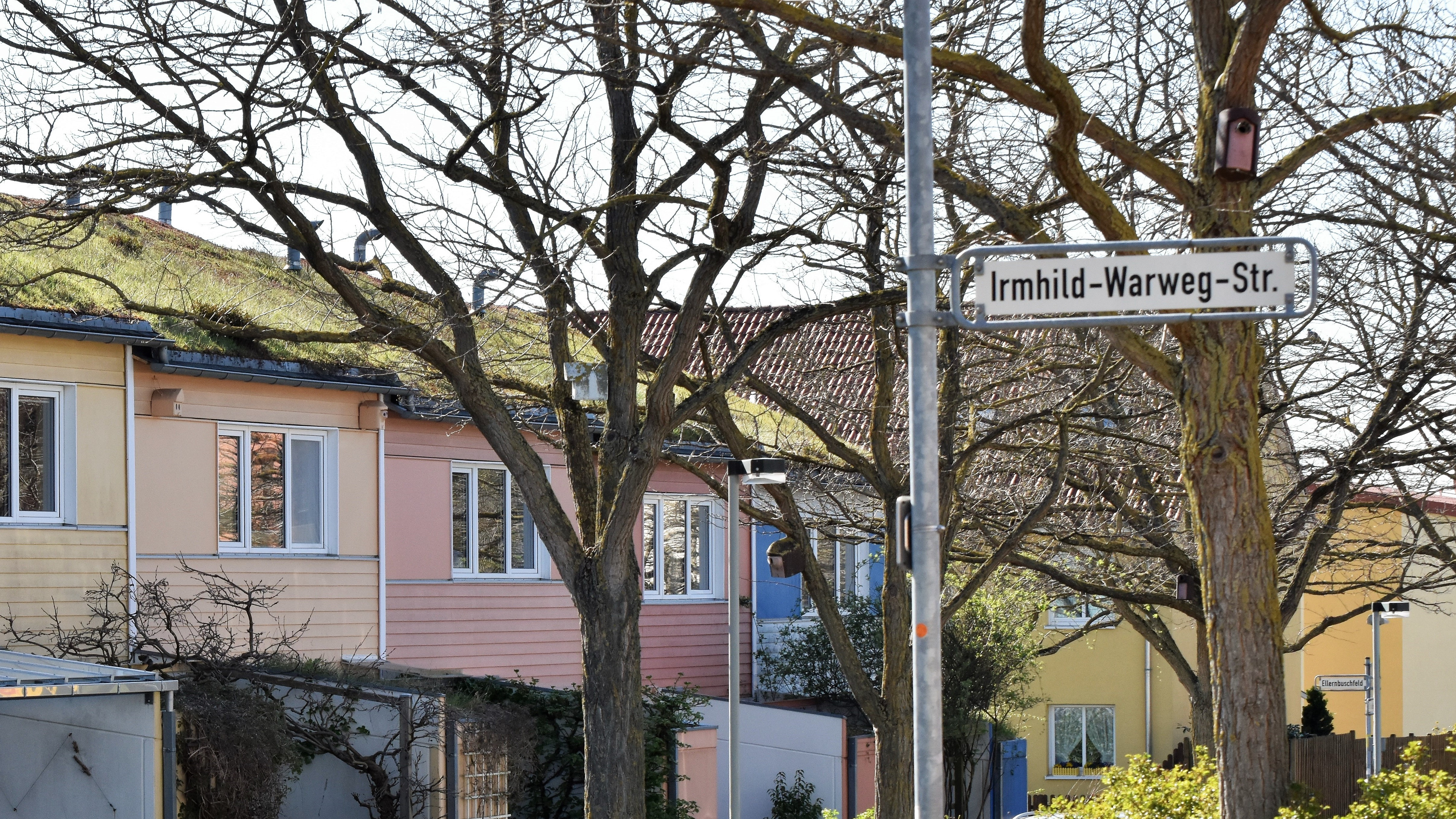
Irmhild-Warweg-Straße in Hannover-Bemerode

Schwerpunkt der Arbeit von Irmhild Warweg waren Illustrationen für verschiedene Publikationen und Druckerzeugnisse. Nach dem Zweiten Weltkrieg übernahm sie die Illustration von Lesebüchern in der Britischen Besatzungszone mit Geschichten um Willi und Dora (Dohrmann-Fibel). Heute erinnert die Irmhild-Warweg-Straße in Hannover-Bemerode an die Zeichnerin und Illustratorin.

## Werke

Beispielhafte Werke
Neue Fibel, Teil 1 u. 2 (Titel und Inhalt-Illustrationen),
- Neue Fibel, Teil 2 (Titel-Zeichnung),
Neue Fibel, Teil 3 (Titel und Inhalt-Illustrationen),
Beispielillustrationen, Neue Fibel Teil 1 und 2
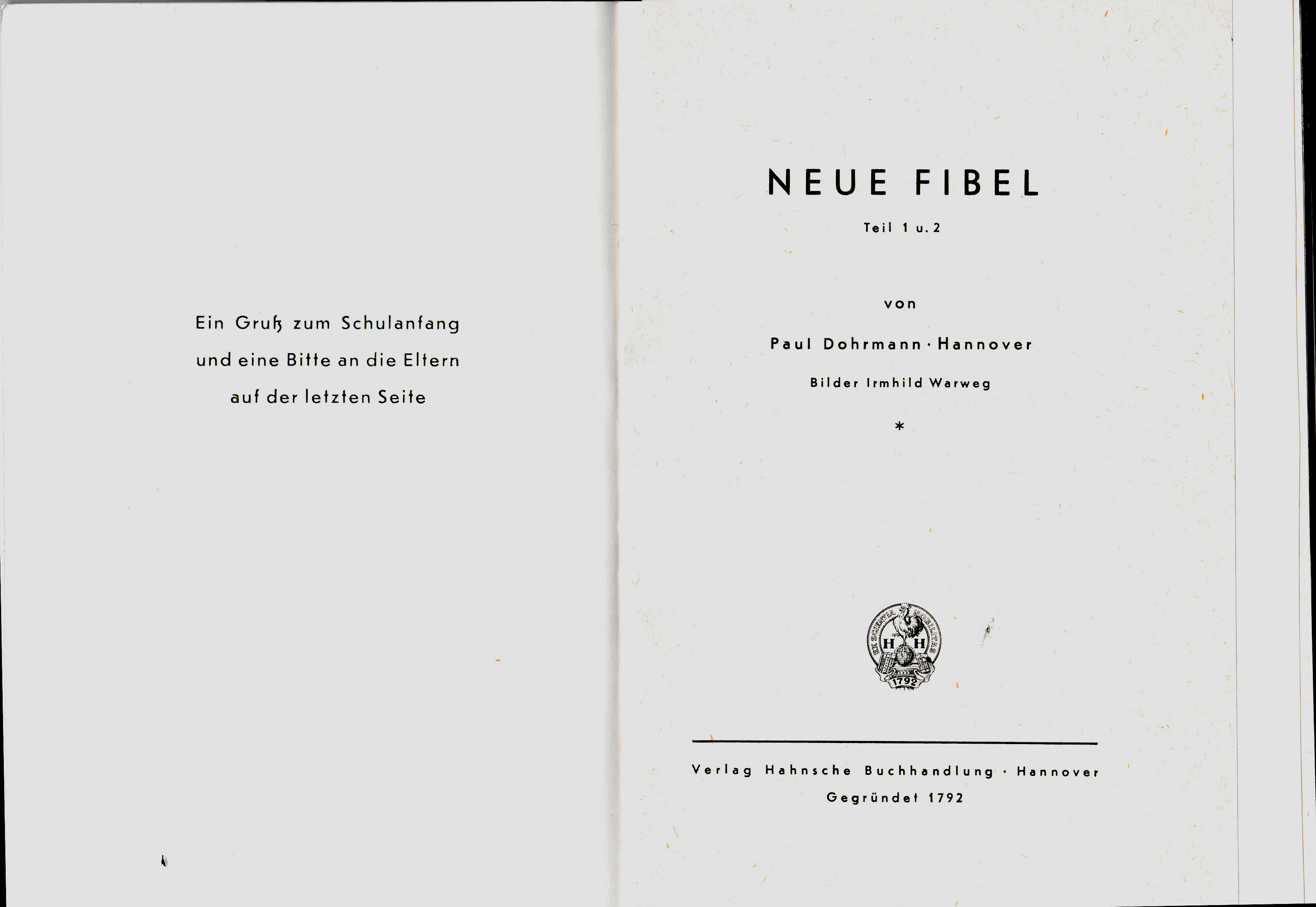
Herausgeber Neue Fibel Teil 1 und 2

- Niederdeutsches Lesebuch (Titel und Inhalt-Illustrationen). Alle im Verlag Hahnsche Buchhandlung, Hannover, erschienen in den Nachkriegsjahren.
- Zum Zoo, Bilderbuch für Kinder.
- Ausgestaltung des Empfangsbereichs mit Wandzeichnungen im Kinderkrankenhaus Cecilienstift, Hannover.  - Beispielhafte Werke
  - Neue Fibel, Teil 1 und 2, Verlag Hahnsche Buchhandlung, Hannover
  - Neue Fibel, Teil 3, Verlag Hahnsche Buchhandlung, Hannover
  - Beispielillustrationen, Neue Fibel Teil 1 und 2
  - Herausgeber Neue Fibel Teil 1 und 2